# Іан Маккензі (плавець)
Іан Маккензі (англ. Ian MacKenzie, 30 вересня 1953) — канадський плавець.
Учасник Олімпійських Ігор 1972 року.
Призер Чемпіонату світу з водних видів спорту 1973 року.
Переможець Ігор Співдружності 1974 року.
Призер Панамериканських ігор 1971 року.